# Капитан-Димитрово
Капитан-Димитрово (болг. Капитан Димитрово) — село в Болгарии. Находится в Добричской области, входит в общину Крушари. Население составляет 120 человек.

## Политическая ситуация
Капитан-Димитрово подчиняется непосредственно общине и не имеет своего кмета.
Кмет (мэр) общины Крушари — Добри Стоянов Стефанов (Движение за права и свободы (ДПС)) по результатам выборов 2007 года в правление общины.